# Jean-Paul Muel
Pour les articles homonymes, voir Muel.
Jean-Paul Muel, est un acteur français né le 3 juin 1944 à Francheville, dans le département du Rhône.

## Biographie

### Enfance
Jean-Paul Muel est né le 3 juin 1944 à Francheville, dans le département du Rhône.

### Parcours
Fils de commerçants, il étudie la comptabilité. À 24 ans, il abandonne tout pour se consacrer pleinement au théâtre. Marc-Olivier Cayre, comédien et auteur,directeur du  Théâtre Saint- Georges, quatrième théâtre permanent de Lyon, lui donnera ses tout premiers rôles en 1965. Après son service militaire et un bref passage au Cours Simon, il débute sur scène dès la fin des années 1960 et intègre le Grand Magic Circus, troupe de Jérôme Savary. Après plusieurs spectacles et deux films réalisés par Savary, il poursuit sa carrière en solo. Il se produit alors dans des mises en scène de Michel Berto, Jean-Michel Ribes, Jean-Pierre Bisson, Jacques Échantillon ou Alain Marcel.
Le cinéma l'emploie dans de nombreux seconds rôles : Le Sucre de Jacques Rouffio, Bête mais discipliné de Claude Zidi, Papy fait de la résistance et Les Visiteurs de Jean-Marie Poiré, Aujourd'hui peut-être... de Jean-Louis Bertuccelli ou La Môme d'Olivier Dahan où il interprète Bruno Coquatrix.
Au milieu des années 1990, il se recentre sur le théâtre et travaille, entre autres, avec Jean-Pierre Vincent, Jacques Weber, John Malkovich, et tourne principalement pour la télévision.
Très lié à la ville de La Neuville-sur-Essonne, dans le Loiret, où il a élu domicile depuis les années 1990, il participe activement à l’animation culturelle du Pithiverais.

## Filmographie

### Cinéma

#### Longs métrages
- 1974 : Le Boucher, la star et l'orpheline de Jérôme Savary : le poète Lamuse
- 1975 : La Fille du garde-barrière de Jérôme Savary : Abdullah
- 1976 : Marie-poupée de Joël Séria
- 1976 : Armaguedon d’Alain Jessua : le mari de Simone
- 1977 : La Nuit de Saint-Germain-des-Prés de Bob Swaim
- 1977 : L'Imprécateur de Jean-Louis Bertuccelli : Fournier
- 1978 : L'Hôtel de la plage de Michel Lang : Paul Dandrel
- 1978 : One, Two, Two : 122 rue de Provence de Christian Gion : le sommelier
- 1978 : Le Sucre de Jacques Rouffio : Pergamont
- 1979 : Coup de tête de Jean-Jacques Annaud : l'inspecteur Mangin
- 1979 : À nous deux de Claude Lelouch
- 1979 : Bête mais discipliné de Claude Zidi : le troisième inspecteur
- 1980 : L'Œil du maître de Stéphane Kurc : Thomas
- 1980 : Le Bar du téléphone de Claude Barrois : Monsieur Fernand
- 1980 : La Banquière de Francis Girod : le notaire de Lille
- 1981 : Court circuits de Patrick Grandperret : le premier inspecteur
- 1981 : Un assassin qui passe de Michel Vianey : le chef de service
- 1981 : Rends-moi la clé! de Gérard Pirès : l’éditeur
- 1981 : Les Uns et les autres de Claude Lelouch
- 1982 : Elle voit des nains partout ! de Jean-Claude Sussfeld : le roi de France
- 1982 : Paradis pour tous d'Alain Jessua : le directeur furieux
- 1983 : La Scarlatine de Gabriel Aghion : Victor
- 1983 : Papy fait de la résistance de Jean-Marie Poiré : Kluglicht, le colonel allemand
- 1983 : Signes extérieurs de richesse de Jacques Monnet : l'agent immobilier
- 1985 : L'Été prochain de Nadine Trintignant : l'homme à la voiture
- 1985 : Strictement personnel de Pierre Jolivet : l'éditeur
- 1985 : Une femme ou deux de Daniel Vigne : Marc, le paléontologue
- 1985 : Le Voyage à Paimpol de John Berry : Chouchou, le contremaître
- 1986 : Peau d'ange de Jean-Louis Daniel : Alexandre
- 1986 : Beau temps mais orageux en fin de journée de Gérard Frot-Coutaz : le voisin
- 1986 : Twist again à Moscou de Jean-Marie Poiré : Gregory
- 1986 : Kamikaze de Didier Grousset : le ministre
- 1987 : Jenatsch de Daniel Schmid : le monsieur du bain
- 1987 : Flag de Jacques Santi : André Attal
- 1987 : Les Deux Crocodiles de Joël Séria : Charlot
- 1987 : Promis…juré ! de Jacques Monnet : l'abbé
- 1988 : In extremis d'Olivier Lorsac : Malingri
- 1988 : Stradivarius (Stradivari) de Giacomo Battiato : le tailleur
- 1989 : Périgord noir de Nicolas Ribowski : Félicien
- 1990 : Pentimento de Tonie Marshall : Béranger
- 1990 : Rendez-vous au tas de sable de Didier Grousset : Starkey
- 1990 : Cellini, l'or et le sang (una vita scellerata) de Giacomo Battiato : le juge
- 1990 : Une femme parfaite (Sweet Revenge) de Charlotte Brandström
- 1990 : Bienvenue à bord de Jean-Louis Leconte : le commissaire
- 1990 : Jean Galmot, aventurier d'Alain Maline : Eugène Lautier
- 1990 : Lacenaire de Francis Girod : Poulaillon
- 1991 : Aujourd'hui peut-être... de Jean-Louis Bertuccelli : Romain
- 1992 : Obiettivo indiscreto de Massimo Mazzucco
- 1993 : Les Visiteurs de Jean-Marie Poiré : le maréchal des logis Gibon
- 1993 : La Cavale des fous de Marco Pico : le passager cruciverbiste
- 1994 : La Vengeance d'une blonde de Jeannot Szwarc : Castol
- 1998 : La Voie est libre de Stéphane Clavier : Frédéric Délès
- 1998 : Les Couloirs du temps : Les Visiteurs 2 de Jean-Marie Poiré : le maréchal des logis Gibon
- 2007 : La Môme d'Olivier Dahan : Bruno Coquatrix
- 2011 : Une nuit de Philippe Lefebvre : Solange/la baronne
- 2012 : Par amour de Laurent Firode : Angelo
- 2017 : L'Amant double de François Ozon : un invité à la soirée
- 2017 : L'Un dans l'autre de Bruno Chiche : le médecin
- 2021 : Illusions perdues de Xavier Giannoli : Monsieur de Bargeton

#### Courts métrages
- 1981 : Le videomateur de Dominique Dalmasso
- 1982 : La nuit du lac de Catherine Gandois
- 1990 : Cohabitation de Daniel Delume
- 1991 : De l’autre côté du parc de Philippe Sisbane
- 1993 : D 14 de Frédéric Blasco
- 1993 : Départ en vacances de Daniel Delume
- 1996 : Sans transition d’Eric Sliman
- 1998 : Pension des oiseaux de Dominique Champetier
- 1999 : Premier Noël de Kamel Cherif
- 2002 : Le veilleur de Frédéric Brival

### Télévision

#### Téléfilms
- 1976 : Les Mystères de Loudun de Gérard Vergez : Adam
- 1977 : L'Enlèvement du régent - Le chevalier d'Harmental de Gérard Vergez : le Duc du Maine
- 1979 : Hamlet de Renaud Saint-Pierre : Polonius
- 1979 : La Nuit de l'été de Jean-Claude Brialy : Léonard
- 1979 : Madame Sourdis de Caroline Huppert : Albert Grand
- 1982 : La Périchole de Jean Bovon : le vieux prisonnier
- 1983 : Trois morts à zéro de Jacques Renard : Méritz
- 1983 : Dans la citadelle de Peter Kassovitz
- 1984 : Barbe-Bleue de Jean Bovon : le roi Bobèche
- 1986 : Mariage blanc de Peter Kassovitz : Renaud
- 1987 : Les Fortifs de Marco Pico
- 1987 : Vaines recherches de Nicolas Ribowski
- 1987 : La Tricheuse de Joyce Bunuel : Sallsberg.
- 1989 : Champagne Charlie d’Allan Eastman : Clément
- 1989 : Liberté, libertés de Jean-Dominique de la Rochefoucauld : Honoré-Gabriel Riqueti de Mirabeau
- 1989 : Gueule d'arnaque de Joël Séria : Gollard
- 1990 : Le denier du colt de Claude Bernard-Aubert : Walbeck
- 1990 : Baie des Anges connection de Patrick Jamain : Kovacs
- 1991 : Années de plumes, années de plomb de Nicolas Ribowski : Mariani
- 1992 : Rumeurs d'André Flédérick : Baronsky
- 1992 : Momo de Jean-Louis Bertuccelli : Alex Cohen
- 1993 : L'Affaire Seznec d'Yves Boisset : commissaire Cunat
- 1995 : Porté disparu de Jacques Richard : Georges Kandelis
- 1995 : L'Homme aux semelles de vent de Marc Rivière
- 1995 : The House That Many Bought de Simon MacCorkindale : inspecteur Janier
- 1996 : Sur un air de mambo de Jean-Louis Bertuccelli : Louis
- 1997 : Ni vue, ni connue de Pierre Lary : commissaire Berland
- 1997 : Belle comme Crésus de Jean-François Villemer : maître Grandpierre
- 1998 : Le feu sous la glace de Françoise Decaux-Thomelet : Max
- 2000 : Les Ritaliens de Philomène Esposito : Capana
- 2000 : Passage interdit de Michaël Perrotta : le banquier
- 2000 : Le Cardinal (Der Kardinal - Der Preis der Liebe) de Berthold Mittermays : Bischof Radeau
- 2001 : Le Divin Enfant de Stéphane Clavier
- 2001 : La tortue de Dominique Baron : Paul
- 2003 : Daddy (Entrusted) de Giacomo Battiato : le maire
- 2006 : Un juge sous influence de Jean-Louis Bertuccelli : maître Paolucci
- 2009 : Good Canary de Patrick Czaplinski : Charlie
- 2009 : David Copperfield d’Ambrogio Lo Giudice : Monsieur Dick
- 2012 : Au nom d'Athènes de Fabrice Hourlier : Hippias

#### Séries télévisées
- 1973 : L'Alphomega de Lazare Iglesis
- 1980-1982 : Julien Fontanes, magistrat, 2 épisodes
  - 1980 : Par la bande de François Dupont-Midy : Fernand
  - 1982 : Un coup de bluff de Daniel Moosmann : le commissaire Planoz
- 1981 : Histoire contemporaine de Michel Boisrond : Monsieur de la Barge
- 1982 : De bien étranges affaires, épisode L’amour qui tue de Laurent Heynemann : Hartog
- 1982 : Toutes griffes dehors de Michel Boisrond
- 1983 : Secret diplomatique, épisode Le cahier noir de Denys de La Patellière
- 1986-1989 : Série noire, 3 épisodes
  - 1986 : Le Salon du prêt-à-saigner de Joël Séria : Salomon
  - 1986 : Main pleine de Laurent Heynemann : Ciko
  - 1986 : Tu crois pas si bien dire de Giovanni Fago : Marmier
- 1987 : La course à la bombe (Race for the Bomb) de Jean-François Delassus et Allan Eastman : Leó Szilárd.
- 1988: Sueurs froides, épisode Donnant donnant de José Pinheiro
- 1989 : Cinéma 16, épisode Steffie ou la vie à mi-temps de Joël Séria : Paul
- 1989 : Le Triplé gagnant, épisode Le crime de Neuilly de Claude Barrois : Moussier
- 1989-1990: Imogène, 2 épisodes
  - 1989 : Ne vous fâchez pas, Imogène de François Leterrier : Larcher
  - 1990 : Notre Imogène de Sylvain Madigan : Jouen Leflouet
- 1991 : Le Gorille, épisode Le gorille et le barbu de Jean-Claude Sussfeld : J.B.Sorret
- 1991-1994 : Navarro, 2 épisodes
  - 1991 : Les chasse-neige de Nicolas Ribowski : Galabissian,
  - 1994 : En suivant la caillera de Nicolas Ribowski : Mesmin
- 1992-1994 : Maguy : Désiré Boisjoli
- 1993 : Nestor Burma (série télévisée), saison 3, épisode 3 : Les eaux troubles de javel : Georges Simon, le concessionnaire
- 1994 : La Guerre des privés de Josée Dayan, 2 épisodes : Corentin
  - 1994 : Deux morts sans ordonnance
  - 1994 : Tchao poulet
- 1995 : Le Retour d'Arsène Lupin, épisode La robe de diamants de Nicolas Ribowski
- 1997 : Highlander, épisode Double Jeopardy de Charles Wilkinson : l’inspecteur Duffay.
- 1996-2000: Maigret, 2 épisodes
  - 1996 : Maigret tend un piège de Juraj Herz : Baron
  - 2000 : Maigret voit double de François Luciani : Monsieur Mauvre
- 1999 : PJ, épisode Tango de Gérard Vergez : Carlos Marinetti
- 2000 : Mary Lester de Philomène Esposito, 2 épisodes : le commissaire Bulery
  - 2000 : Fortune des mers
  - 2000 : La cité des drogues
- 2001 : Docteur Sylvestre, épisode Café frappé de Jean-Louis Bertuccelli : Germain Collet
- 2001 : Vertiges, épisode La Mémoire à vif de Patrick Poubel : Richard
- 2002 : Les Cordier, juge et flic, épisode Otages de Gilles Béhat : Maître Chagnault
- 2002 : La Crim', épisode Jeu d’enfant de Jean-Pierre Prévost : Monsieur Lavergne
- 2004 : Madame le Proviseur, épisode La loi du silence de Philippe Bérenger : Alain Montegue
- 2006 : Sœur Thérèse.com, épisode Péché de gourmandise d’Alain Schwartzstein : Claude Richebourg
- 2006 : Louis Page, épisode Un rebelle dans la famille de Jean-Louis Bertuccelli : Roger
- 2007 : Fabien Cosma, épisode La fissure de Jean-Claude Sussfeld : François Fontaine

## Théâtre

### Comédien
| - 1970 : Voltaire’s Folies (Pamphlets contre la bêtise) d'après Voltaire, mise en scène Jean-François Prévand, théâtre de l'Ouest parisien - 1971 : Zartan, spectacle de Jérôme Savary avec le Grand Magic Circus - 1972 : Les derniers jours de solitude de Robinson Crusoë, spectacle de Jérôme Savary avec le Grand Magic Circus - 1973 : Cendrillon ou la lutte des classes, spectacle de Jérôme Savary avec le Grand Magic Circus - 1973 : De Moïse à Mao, spectacle de Jérôme Savary avec le Grand Magic Circus - 1974 : Good bye Mister Freud, spectacle de Jérôme Savary et Copi avec le Grand Magic Circus, mise en scène Jérôme Savary, Théâtre de la Porte-Saint-Martin - 1975 : La Poisson de René Gaudy, mise en scène Michel Berto, Théâtre Paul Éluard (Choisy-le-Roi) - 1975 : Dieu le veut de Jean-Michel Ribes, mise en scène de l'auteur, Festival d'Avignon - 1975 : Omphalos Hotel de Jean-Michel Ribes, mise en scène Michel Berto, Théâtre national de Chaillot - 1976 : Sarcelles-sur-Mer de Jean-Pierre Bisson, mise en scène de l'auteur, Théâtre de Nice - 1976 : Encore un militaire de Jean-Pierre Bisson, mise en scène de l'auteur, Théâtre de Nice, Théâtre Récamier - 1976 : Elizabeth I de Paul Foster, mise en scène Liviu Ciulei, Théâtre national de Chaillot - 1977 : José de Carlos Queiroz Telles, mise en scène Jean-François Prévand, Théatre de la Plaine - 1977 : Jacky Parady de Jean-Michel Ribes, mise en scène de l’auteur, Théâtre de la Ville - 1978 : Hamlet de William Shakespeare, mise en scène Daniel Benoin, Amphithéâtre de Saintes - 1978 : Les Papas naissent dans les armoires de Giulio Scarnicci et Renzo Tarabusi, mise en scène Gérard Vergez, Théâtre de la Michodière - 1979 : La Résistible Ascension d'Arturo Ui de Bertolt Brecht, mise en scène Jacques Échantillon, Les Tréteaux du Midi - 1979-1980 : Essayez donc nos pédalos d'Alain Marcel, mise en scène de l'auteur, Théâtre de la Cour des Miracles et Théâtre Fontaine - 1980 : Les Voisines de Jean-Paul Aron, mise en scène Jean-Louis Thamin, Petit Odéon - 1982 : Noël au front d’Jérôme Savary, mise en scène Jérôme Savary, Festival d'Avignon, tournée - 1983 : Cyrano de Bergerac d’Edmond Rostand, mise en scène Jérôme Savary, Théâtre Mogador - 1983 : Rayon femmes fortes d’Alain Marcel, mise en scène de l’auteur, Grand Théâtre de Calais - 1983-1984 : Mort d'un supporter de Carlos Queiroz Telles, mise en scène Jean-François Prévand, Théâtre La Bruyère - 1986 : La Petite Boutique des horreurs d’Howard Ashman, mise en scène Alain Marcel, Théâtre Dejazet, Théâtre de la Porte Saint-Martin - 1987-1988 : Un Faust irlandais de Lawrence Durrell, mise en scène Jean-Paul Lucet, Théâtre des Célestins - 1991 : Rumeurs (en) de Neil Simon, adaptation de Jean Poiret, mise en scène Pierre Mondy, Théâtre du Palais-Royal | - 1992 : Derrière les collines de Jean-Louis Bourdon, mise en scène de l'auteur, Festival d'Avignon, Théâtre de l'Est parisien - 1993-1994 : On ne badine pas avec l'amour d’Alfred de Musset, mise en scène Jean-Pierre Vincent, Théâtre Nanterre-Amandiers, Théâtre de Nice - 1993-1994 : Woyzeck de Georg Büchner, mise en scène Jean-Pierre Vincent, Théâtre de Nîmes, Théâtre du Rond-Point, Théâtre de Nice - 1994-1995 : Le Tartuffe de Molière, mise en scène Jacques Weber, Théâtre Antoine, Théâtre de Nice, Théâtre des Célestins - 1995 : Le Roi des Schnorrers de Marco Koskas, mise en scène Jean-Luc Porraz, Festival d'Avignon - 1995-1996 : Fantasio d’Alfred de Musset, mise en scène Claude Stratz, Comédie de Genève, Théâtre national de Chaillot, Théâtre national de Belgique - 1997-1998 : Mad(e) in England : Une frite dans le sucre - Un lit parmi les lentilles d'Alan Bennett, mise en scène Jean-Claude Idée, Petit Montparnasse - 1999 : Scènes étrangères ou Sarcey et Sarah Berhnardt à Londres de Thérèse Crémieux, mise en scène Louis-Do de Lencquesaing, Studio-Théâtre Galerie du Carrousel du Louvre - 2001 : Le Tartuffe de Molière, mise en scène Jean-Claude Brialy festival de Ramatuelle, tournée - 2002-2005 : Turcaret d'Alain-René Lesage, mise en scène Gérard Desarthe, Maison de la Culture de Loire-Atlantique Nantes, MC93 Bobigny, Théâtre des Célestins, Théâtre du Nord - 2003 : À chacun sa vérité de Luigi Pirandello, mise en scène Bernard Murat, Théâtre Antoine - 2004-2005 : Dialogue de bêtes de Colette, mise en scène Anne Kreis, Théâtre des Bouffes Parisiens - 2006 : Ubu roi de Alfred Jarry, mise en scène Pierre Guillois, Théâtre du Peuple - 2007 : Good Canary de Zach Helm, mise en scène John Malkovich, Théâtre Comedia - 2008-2009 : Perthus de Jean-Marie Besset, mise en scène Gilbert Désveaux, Théâtre du Rond-Point - 2010 : Chat en poche de Georges Feydeau, mise en scène Christophe Barratier, Théâtre national de Nice - 2010-2011 : L'Oiseau vert de Carlo Gozzi, mise en scène Sandrine Anglade, Grand Théâtre Dijon, Maison de la Culture de Bourges, Théâtre du Gymnase, Opéra-théâtre de Metz, tournée - 2010-2012 : Le Gros, la vache et le mainate de Pierre Guillois, mise en scène Bernard Menez, Théâtre du Peuple, La Filature, Théâtre de la Croix-Rousse, Théâtre du Rond-Point, Théâtre Comédia, tournée - 2011 : Le Brame des biches de Marion Aubert, mise en scène Pierre Guillois, Théâtre du Peuple - 2011-2012 : - je peux/ - oui de Yves-Noël Genod, mise en scène de l’auteur, Théâtre de la Cité internationale - 2012-2015 : Le Cid de Pierre Corneille, mise en scène Sandrine Anglade, tournée - 2014 : Le Misanthrope de Molière, mise en scène Michel Fau, Théâtre de l'Œuvre - 2015 : Les Fourberies de Scapin de Molière, mise en scène Marc Paquien, tournée - 2016 : Les Fourberies de Scapin de Molière, mise en scène Marc Paquien, Théâtre des Célestins - 2017 : Honneur à notre élue de Marie NDiaye, mise en scène de Frédéric Bélier-Garcia, Théâtre du Rond Point - 2017 - 2018 : Opéra porno de Pierre Guillois, mise en scène de l'auteur, tournée et théâtre du Rond-Point - 2022 : Léonce et Léna de Georg Büchner, mise en scène Loïc Mobihan, Théâtre Montansier - 2023 : Ruy Blas de Victor Hugo, mise en scène Jacques Weber, théâtre Marigny - 2024 : Josiane de Pierre Guillois, mise en scène de l'auteur, La Pépinière-Théâtre |

### Spectacles lyriques
- 1982 : La Périchole de Jacques Offenbach, mise en scène Jérôme Savary, Grand Théâtre de Genève
- 1983 : Le Directeur de théâtre de Mozart, mise en scène Antoine Bourseiller, Opéra de Rennes
- 1984 : Barbe-Bleue de Jacques Offenbach, mise en scène Daniel Schmid, Grand Théâtre de Genève
- 1998 : Le Directeur de théâtre de Mozart, mise en scène Alain Marcel, Opéra de Monte Carlo
- 2003 : Carmen de Georges Bizet, mise en scène Bernard Schmitt et André Serré, Stade de France
- 2005 : Lulu d’Alban Berg, mise en scène Willy Decker, opéra Bastille
- 2011 : Babar, le petit éléphant de Francis Poulenc, hommage à Poulenc, direction Georges Prêtre, opéra Garnier : le récitant

### Metteur en scène
- 1994 : Idéal-Fleurs de Michel Jourdheuil, Le Splendid
- 2000-2001 : La Quarantaine rugissante de Josiane Pinson, Théâtre d'Edgar
- 2005 : Les Pieds devant de Stéphane Guérin, Théâtre de l'Île de Sournies de Limoux
- 2006 : Divins Divans d’Eva Darlan et Sophie Daquin, Théâtre des Mathurins
- 2007-2010 : La Divine Miss V. de Mark Hampton, Festival d'Avignon, Théâtre du Rond-Point, tournée
- 2013-2015 : Crue et nue d'Eva Darlan, Festival d'Avignon, tournée
- 2015 : Les Grandes filles de Stéphane Guérin, Théâtre Montparnasse

## Doublage

### Cinéma

#### Films
- 1990 Bons Baisers d'Hollywood : Simon Asquith (Simon Callow)

## Distinctions
- 1987 : Nomination pour le Gemini du meilleur acteur dans une série ou un téléfilm, aux Prix Gemini, pour La course à la bombe (Race for the Bomb) de Jean-François Delassus et Allan Eastman

### Décoration
- Officier de l'ordre des Arts et des Lettres (2025)[4]